# Bienwald
Der Bienwald ist ein etwa 120 km² großes Waldgebiet (Naturschutzgroßprojekt) in der Rheinebene im Südosten des Landes Rheinland-Pfalz. In dessen Eigentum als Staatsforst steht es zum überwiegenden Teil.
Nach dem Bienwald benannt ist die Laufveranstaltung Bienwald-Marathon, die seit 1976 ausgetragen wird und auch durch den Nordteil des Waldgebiets führt.

## Geographie

### Lage

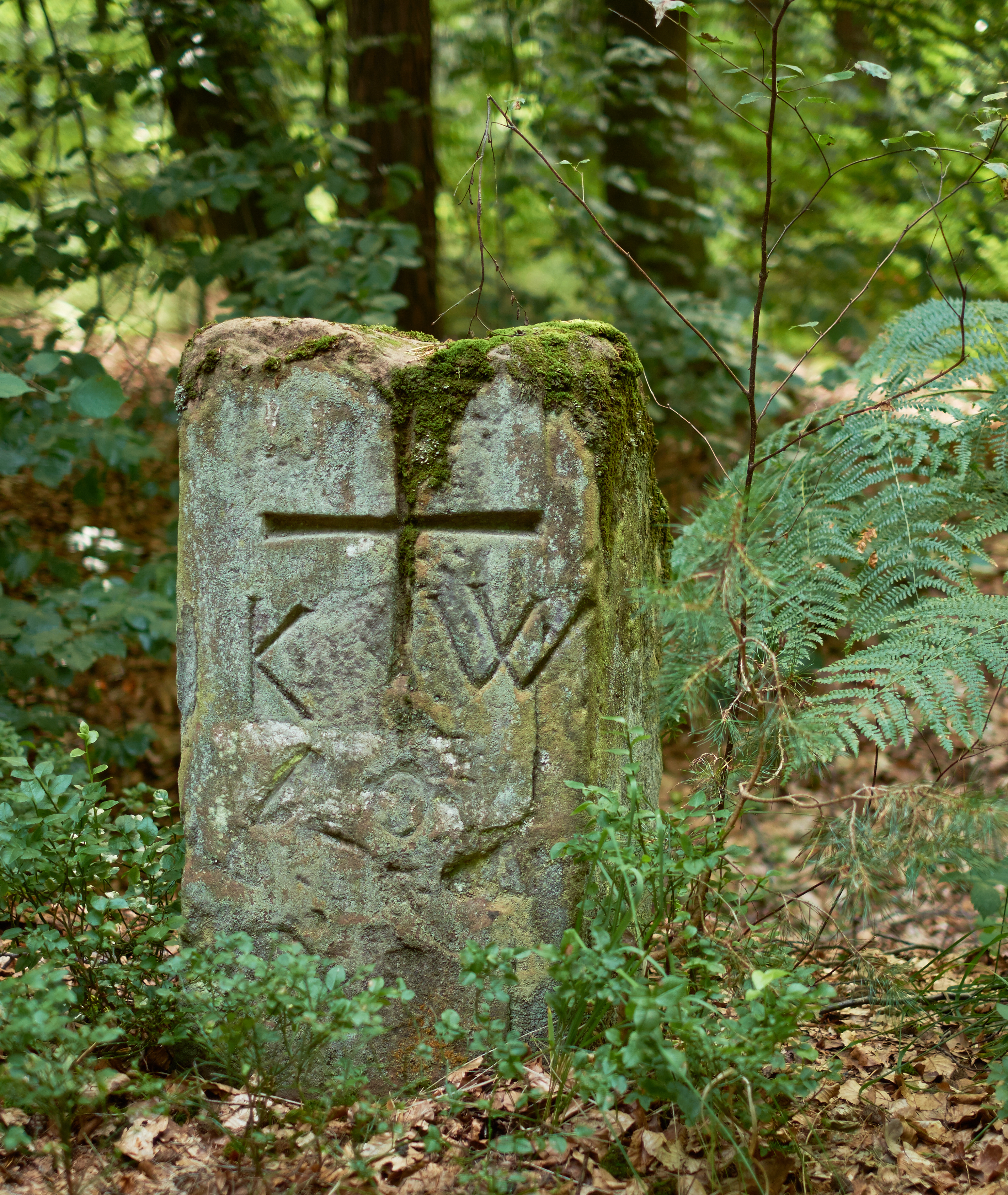
Grenzstein im Unteren Mundatwald

Das Waldgebiet liegt auf der Niederterrasse des Rheins in der Südpfalz und dort größtenteils innerhalb des Landkreises Germersheim, nur sein westlichster Zipfel gehört zum Landkreis Südliche Weinstraße. Der Bienwald erstreckt sich östlich der Deutschen Weinstraße von West nach Ost in die Rheinebene hinein und hat die Form eines unregelmäßigen Dreiecks. Dessen nordwestliche und längste Seite bildet die 20 km messende Linie Schweighofen–Rheinzabern zum sogenannten Viehstrich hin. Nach Ostsüdost verläuft das Hochufer des Rheins entlang einer 17 km langen Linie über Jockgrim–Hagenbach–Berg. Entlang der Südwestgrenze (16 km), die mit der Staatsgrenze zu Frankreich identisch ist, fließt die Lauter, die an ihrem Oberlauf Wieslauter genannt wird.
Das Waldgebiet gehört überwiegend zur Gemarkung der Stadt Wörth. Der westlichste Teil des Bienwalds ist der Untere Mundatwald. Morphologisch ist auch der etwa 10 km² große Forêt de Wissembourg, der rechts der Lauter und damit jenseits der französischen Grenze im nördlichen Elsass liegt, als Teil des Bienwalds anzusehen; wegen der Staatsgrenze wird er jedoch üblicherweise nicht dazugerechnet.
Der Bienwald wirkt recht eben, er senkt sich von etwa 130 m im Westen fast unmerklich nach Nordosten hin auf 105 m; auf rund 20 km Strecke bedeutet dies ein Gefälle von nur 1,25 m/km entsprechend 1,25 ‰. Geringe Anhöhen, die als vom Wind abgelagerte Dünenbuckel anzusehen sind, gibt es im Unteren Mundatwald (141 m), am Nordrand (135 m) und östlich der Mitte (152 m).
Ähnlich entstandene Waldgebiete in der näheren Umgebung sind beispielsweise der Bellheimer und der Speyerer Wald.

### Geologische Entstehung
Von den Mittelgebirgen an den Rändern des Oberrheingrabens streben zahlreiche Bäche dem Rhein zu, so auch vom Pfälzerwald über den Haardtrand in östlicher bis nordöstlicher Richtung. In der letzten Eiszeit und mit deren Rückgang stand reichlich Schmelzwasser zur Verfügung, das große Mengen abgetragenen Gesteinsschuttes sowie Sande aus dem Gebirge in die Rheinebene transportierte. In der Ebene verteilte sich das Wasser, und durch Ablagerung von Kies und Sand bildeten sich sogenannte Schwemmfächer. Wie der Name vermuten lässt, besitzen sie eine dreieckige Form; sie weiten sich in die Ebene zum Rhein hin aus. Weil der überwiegend sandige Boden für den Ackerbau wenig Ertrag versprach, konnten sich auf diesen Schwemmfächern Waldgebiete erhalten, während die Lössgebiete früh gerodet wurden. Im Falle des Bienwalds beginnt der Schwemmfächer mit dem Austritt der Lauter aus dem Pfälzerwald in die Rheinebene.

### Gewässer

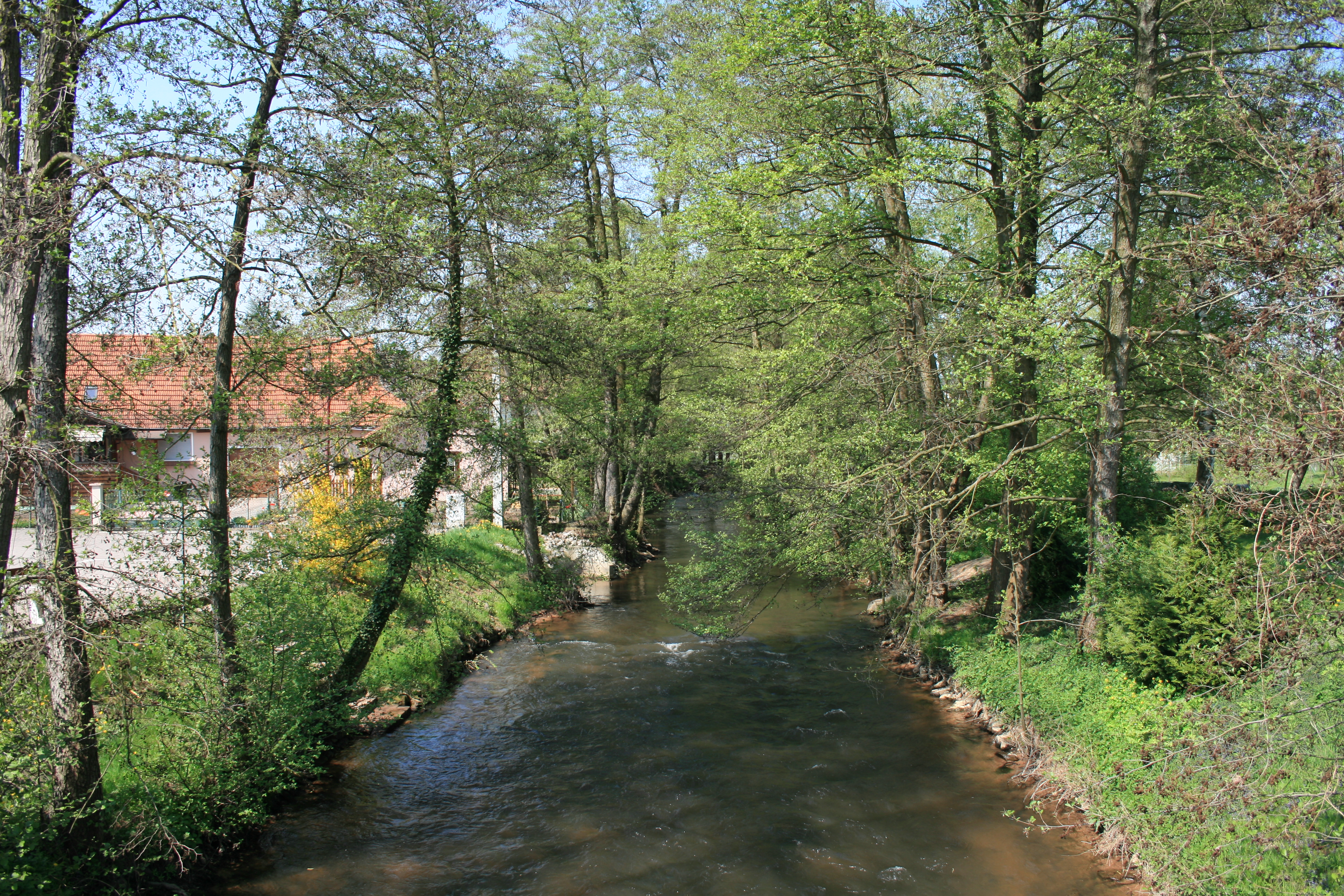
Lauter bei Scheibenhardt am Südrand des Bienwalds

Die Lauter, welche die Grenze zu Frankreich darstellt, bildet die südwestliche Begrenzung des Bienwalds. Das Gewässer entspringt im Pfälzerwald als Wieslauter – so der Oberlaufname bis zur französischen Grenze bei Wissembourg (deutsch Weißenburg) –, nach etwa 74 km mündet die Lauter bei Neuburg von links in den Rhein. Entlang des Bienwalds ist der Verlauf der Lauter in natürlichem Zustand erhalten, sie windet sich in großen Schleifen durch ihre Aue. Blockaden, beispielsweise durch umgestürzte Bäume und Anhäufungen von Zweigen, verursachen Strömungsänderungen, so dass sich der Verlauf in ständigem Wandel befindet.

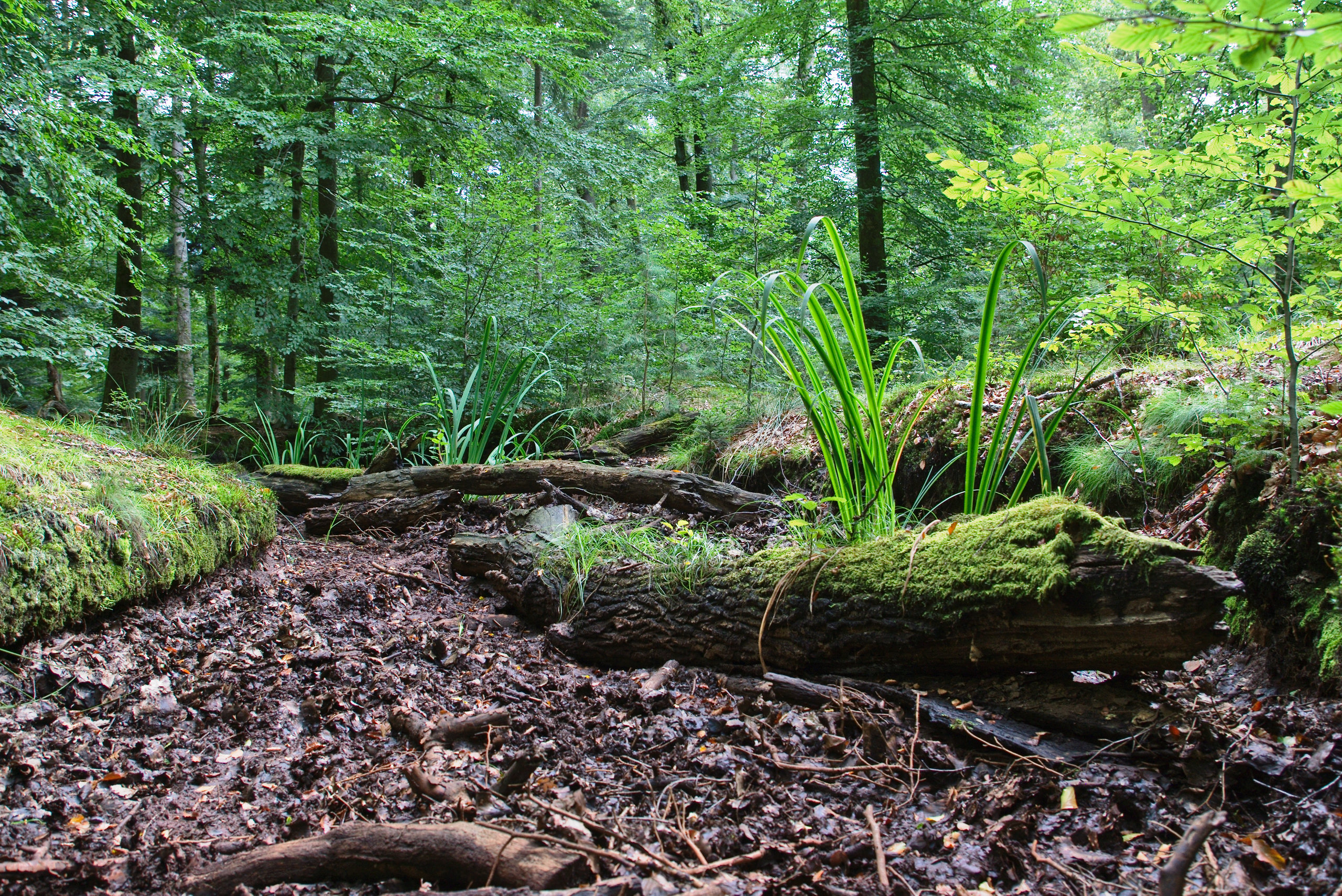
Trockengefallener Heilbach im Hochsommer 2016

Zahlreiche weitere Bäche, Rinnsale und Gräben durchziehen den Bienwald meist in west-östlicher Richtung. Die Hauptbäche sind der Heßbach (20,1 km), der Heilbach (22,9 km) mit seinem rechten Zufluss Wiebelsbach (15,0 km) und der Schmerbach (19,1 km). Ihre Wasserführung wechselt je nach Witterung stark, in den Sommermonaten fallen kleinere Bachläufe oft trocken. Dagegen kann in niederschlagsreichen Zeiten das Grundwasser bis an die Bodenoberfläche steigen und große Areale vernässen.
Die Grundwasserströme verlaufen wegen der wasserundurchlässigen Ton- und Mergelschichten in verschiedenen „Stockwerken“ vom Pfälzerwald zum Rhein. Im Westteil liegen die Tonschichten nahe der Oberfläche und verhindern das Versickern des Niederschlagswassers. Der „nasse Bienwald“ ist durch einen starken Wechsel von Vernässung im Winterhalbjahr und Austrocknung im Sommer gekennzeichnet. Im Ostteil hingegen, wo das Grundwasser infolge des etwa 10 m hohen Hochuferabfalls stark abgesenkt ist, sind die Böden sehr trocken.

## Geschichte

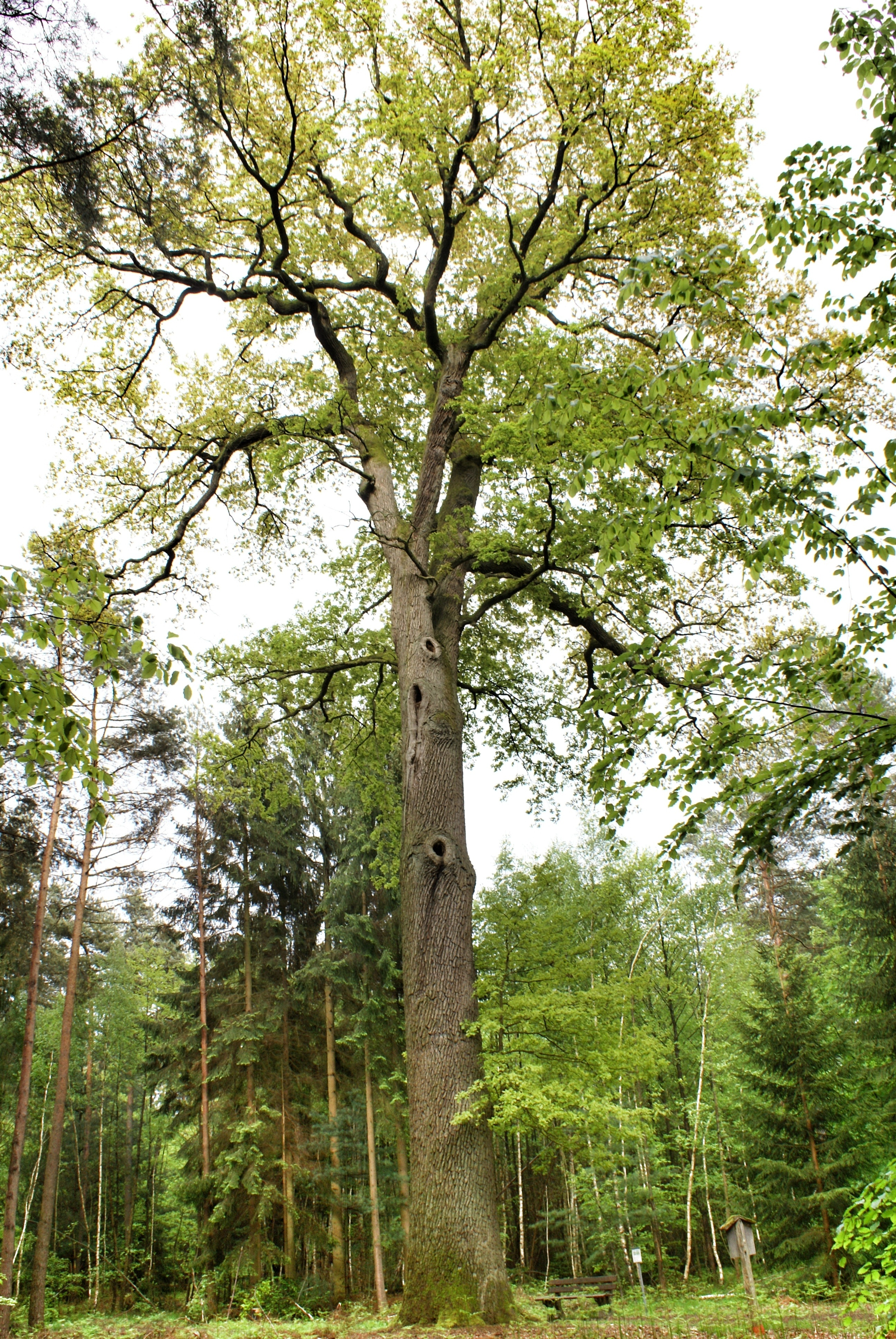
Bismarckeiche im Bienwald

Wie der Name des Bienwalds entstand und was er bedeutet, ist umstritten. Um 670 n. Chr. wurde er als „Biwalt“ bezeichnet, später „Byewalt“, „Biewalt“, „Bewald“ und im 18. Jahrhundert „Böhnwald“. Seit dem frühen 19. Jahrhundert schreibt man wie heute „Bienwald“. Möglicherweise ist das „bi“ eine alte Namenswurzel für die Biene, so dass er „Wald der Bienen“ heißen könnte. Ob der erste Teil des Namens von dem keltischen Wort „behe“ oder „beje“ stammt, das „Wald“ bedeutet, konnte bisher nicht belegt werden.
Am Rand des Hochgestades, dem heutigen Wörth-Dorschberg, erstreckt sich ein Gräberfeld aus der Bronzezeit. Die Grabhügel werden auf die Zeit um 1500 bis 1200 vor Christi Geburt datiert. Ganz in der Nähe der Grabhügel erhebt sich der Turmburghügel „Affelderle“. Hier könnte im 10. Jahrhundert eine Holz-Erde-Befestigung als Wehranlage errichtet und möglicherweise im 11. oder 12. Jahrhundert in Stein ausgebaut worden sein.
Die mächtigen Eichen und Buchen, dichtes Unterholz und die sumpfigen Gebiete machten den Bienwald nur schwer begehbar. Lediglich auf einem Saumpfad am Hochufer ließ sich das Dickicht gut durchqueren. Dieser Pfad wurde von den Römern zu einer festen Straße ausgebaut. Sie gründeten um 10 n. Chr. Rheinzabern (Tabernae), das sich wegen der reichen Tonvorkommen zur bedeutendsten Töpfersiedlung des Römerreiches nördlich der Alpen entwickelte. Der Bienwald grenzte in jener Zeit die Gebiete der Triboker und Nemeter voneinander ab.
Um 670 soll Bischof Theodard von Maastricht auf einer Reise im „Biwalt“ bei Rülzheim überfallen und ermordet worden sein. „Bewohner aus der Gegend begruben den Erschlagenen an Ort und Stelle. Als sich an diesem Grab jedoch Wunder ereigneten, hielt man ihn für einen Heiligen, und viele kamen auch aus den umliegenden Orten, um zu ihm zu beten und um Hilfe zu bekommen.“ Vermutlich wurde über dem Grab eine Kapelle errichtet. Doch der neue Bischof von Maastricht ließ den Leichnam nach Lüttich bringen. Von Theodards Verehrung heute zeugt das 1957 an Stelle der verfallenen Vorgängerbauten errichtete Dieterskirchel an der Straße zwischen Rülzheim und Rheinzabern.

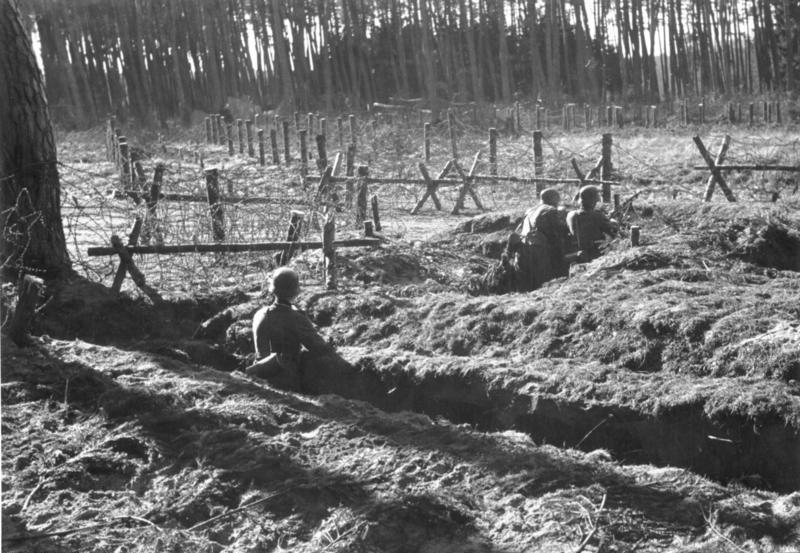
Westwall, historisches Foto aus dem Zweiten Weltkrieg

Seit dem achten Jahrhundert wird der Bienwald intensiv genutzt und insbesondere die Baumart Eiche gefördert. In den von zahlreichen Kriegen geprägten Notzeiten des 17. bis 19. Jahrhunderts erlitt der Wald starke Eingriffe, so dass die Laubbaumarten abnahmen. Da Eichenholz als Bauholz, insbesondere im Schiffsbau, begehrt war, kam es nach dem Dreißigjährigen Krieg (1648) im Bienwald zu einer immensen Abholzung von Eichenholz. Deshalb musste im Jahr 1718 das Verbot erlassen werden, „in Zukunft mehr als eine Eiche an einem Ort zu hauen.“
Aus dem 18. Jahrhundert haben sich geradlinige Richtwege erhalten, die der Jagd, dem Holztransport und der sonstigen vielfältigen Waldnutzung dienten. Das heutige Wegenetz mit seiner gitterartigen Struktur ist insgesamt 470 km lang und entstand ab dem 19. Jahrhundert.
Da der Bienwald an der Grenze zu Frankreich liegt, wurde er in Kriegszeiten mitunter zum Schauplatz von Auseinandersetzungen. Im Jahr 1793 während des Ersten Koalitionskriegs fanden dort mehrere Schlachten zwischen den österreichischen Truppen unter Feldmarschall Dagobert Sigmund von Wurmser und französischen Einheiten statt. Vom Zweiten Weltkrieg künden noch heute Granatsplitter in den Baumstämmen; im Gedenken an diesen Krieg wurde der Westwall-Wanderweg in Schaidt angelegt.
Von 1883 bis 1972 bauten die Falzziegelwerke Carl Ludowici südlich von Jockgrim große Tonvorkommen ab. In den hinterlassenen Tongruben am Waldrand war eine Mülldeponie geplant, die jedoch verhindert wurde.
Heute steht der größte Teil des Waldgebiets als Staatswald von 10.275 Hektar im Eigentum des Landes Rheinland-Pfalz. In den Randbereichen liegen 1691 Hektar Gemeindewald (Stadt Kandel, Gemeinden Rheinzabern, Hatzenbühl, Erlenbach, Freckenfeld, Steinfeld, Kapsweyer, Schweighofen, Winden, Minfeld) sowie 187 Hektar Privatwald.

## Biologie
Die Vielfalt der Biotope, die Größe der Gesamtfläche, ihre weitgehende Unzerschnittenheit und die Existenz einzelner sehr alter, ungestörter Teilbiotope sowie von Altbäumen machen den Bienwald zu einem besonders wertvollen und artenreichen Lebensraum.

### Vegetation

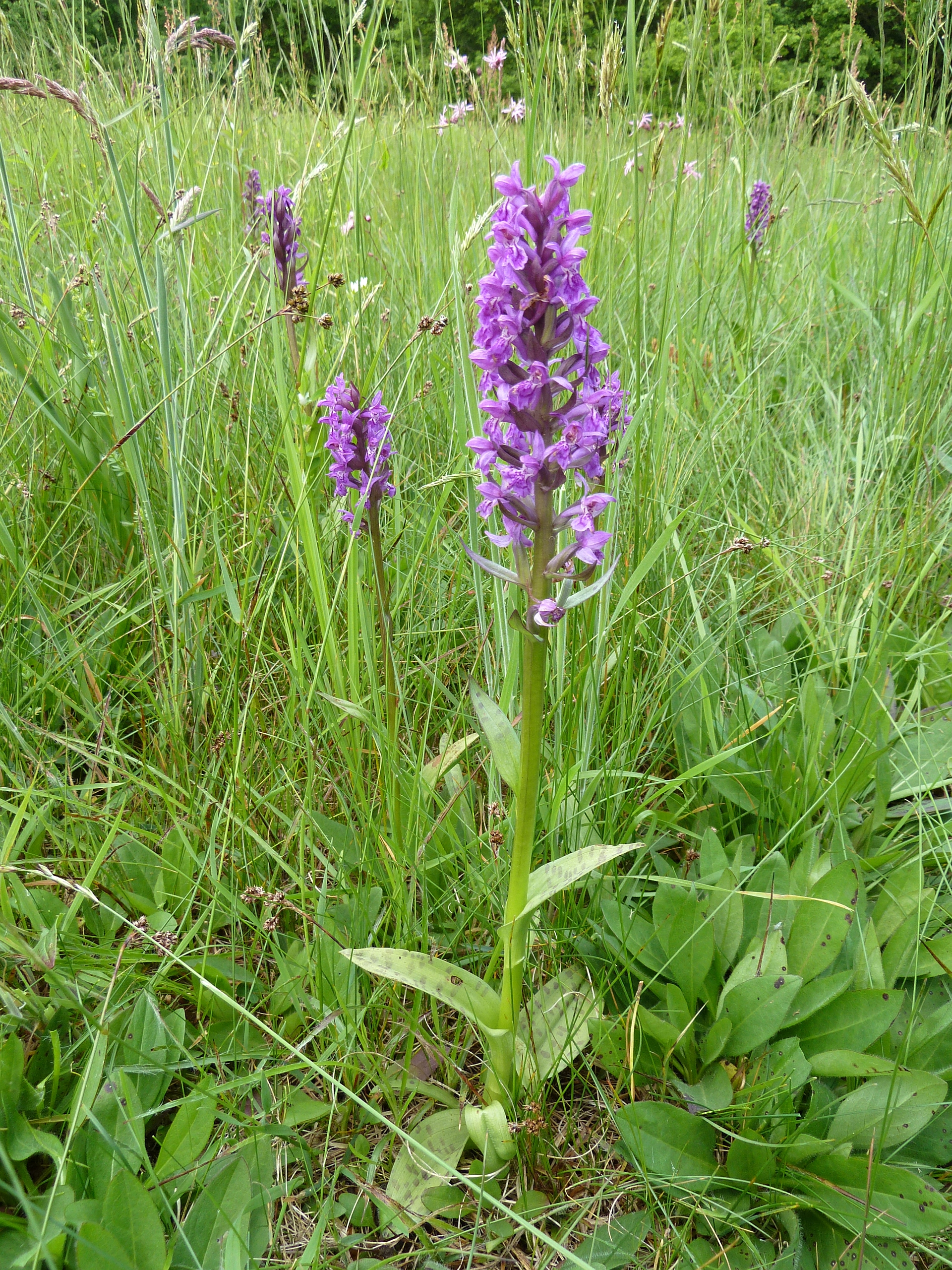
Orchideen bei Büchelberg: Breitblättriges Knabenkraut (Dactylorhiza majalis)

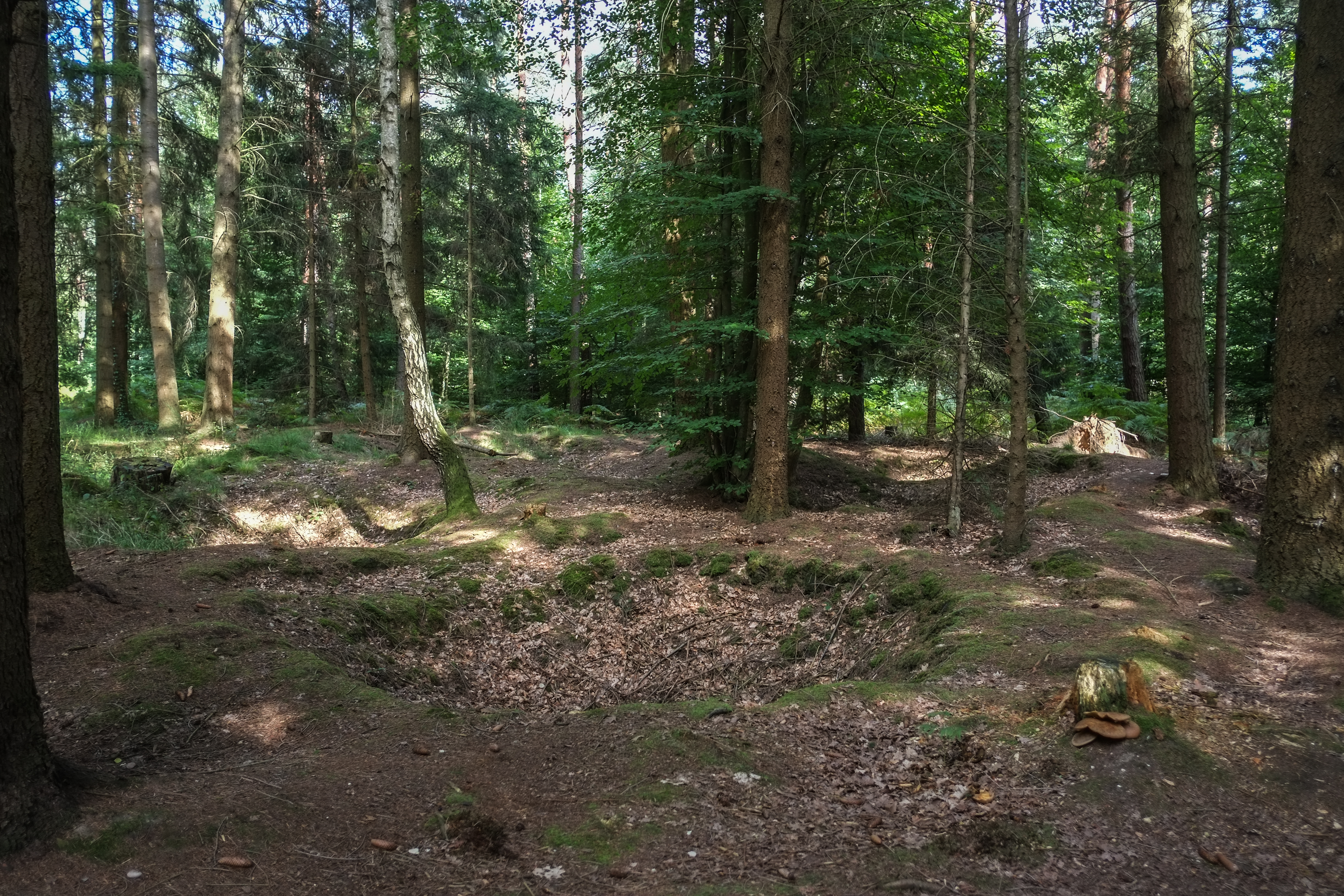
Wald auf trockenem Sandboden

Auf dem Schwemmkegel der Lauter entstand ein Gewirr aus Rinnsalen, Gräben und Bächen, die teilweise während der Sommermonate trockenfallen. Engräumig wechseln trockene und feuchte, arme und reiche Standorte ab. Dort, wo das Wasser lange im Jahr steht, wachsen die seltenen Erlenbruchwälder, dagegen sind lichte Eichen- und Kiefernwälder für die bis zu 3 m hohen Dünen typisch. Im geplanten Schutzgebiet wurden mehr als 300 verschiedene Biotoptypen und Vegetationseinheiten kartiert.
Auf den überwiegend aus nährstoffarmen Sandböden bestehenden Schuttfächern der Wasserläufe gedeihen neben anspruchslosen Nadelgehölzen (heute 56 %) wie Kiefern, die erstmals 1576 angepflanzt wurden und derzeit 48 % der Waldfläche einnehmen, auch die ursprünglich vorherrschenden Laubbäume (44 %), besonders Eichen (25 %), Rotbuchen und Hainbuchen. Die Kiefern wachsen auf den trockeneren, die Laubbäume auf den feuchteren Bodenanteilen.
Es wurden im Bienwald 151 gefährdete und seltene Pflanzenarten nachgewiesen, beispielsweise Orchideen. Davon sind 86 Arten in Rheinland-Pfalz, 72 Arten sogar bundesweit in ihrem Bestand gefährdet.

### Fauna

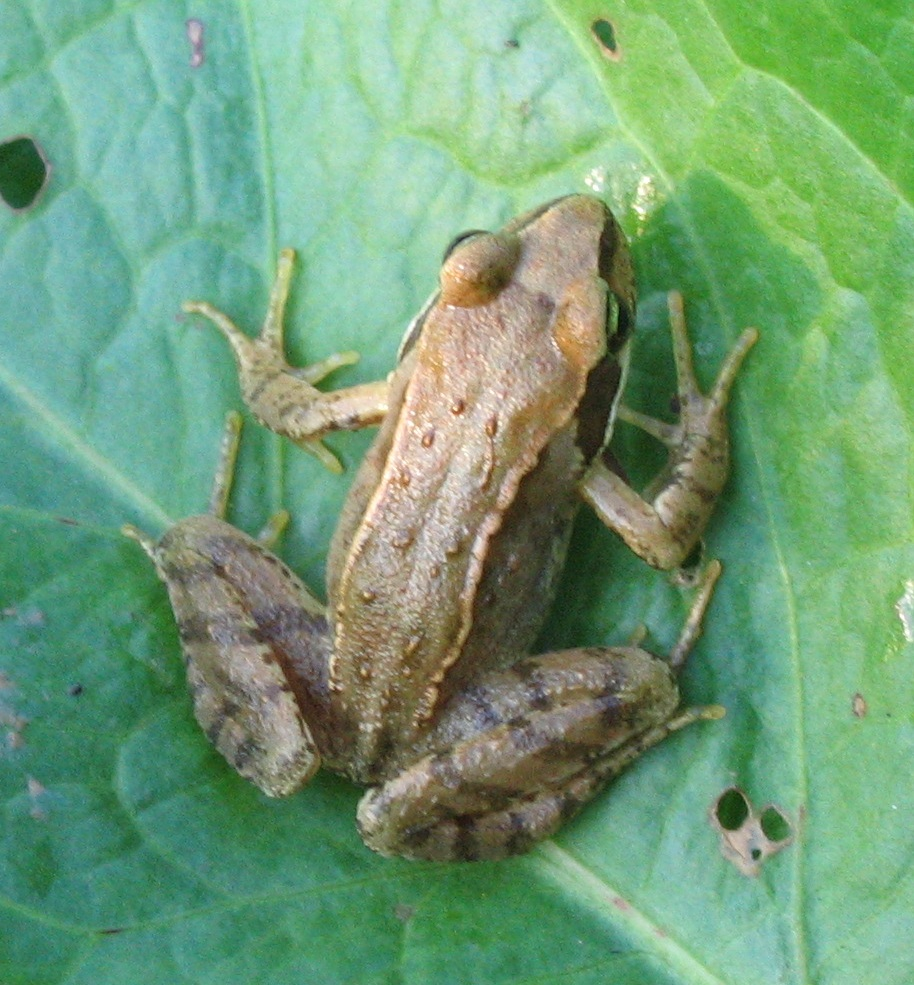
Junger Springfrosch

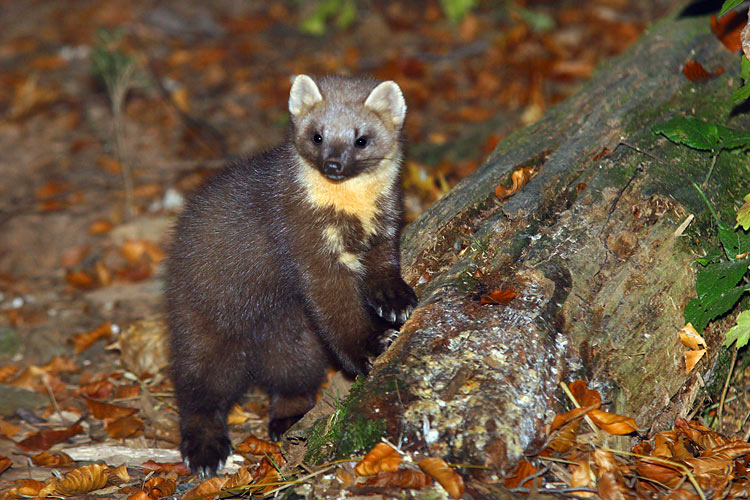
Baummarder

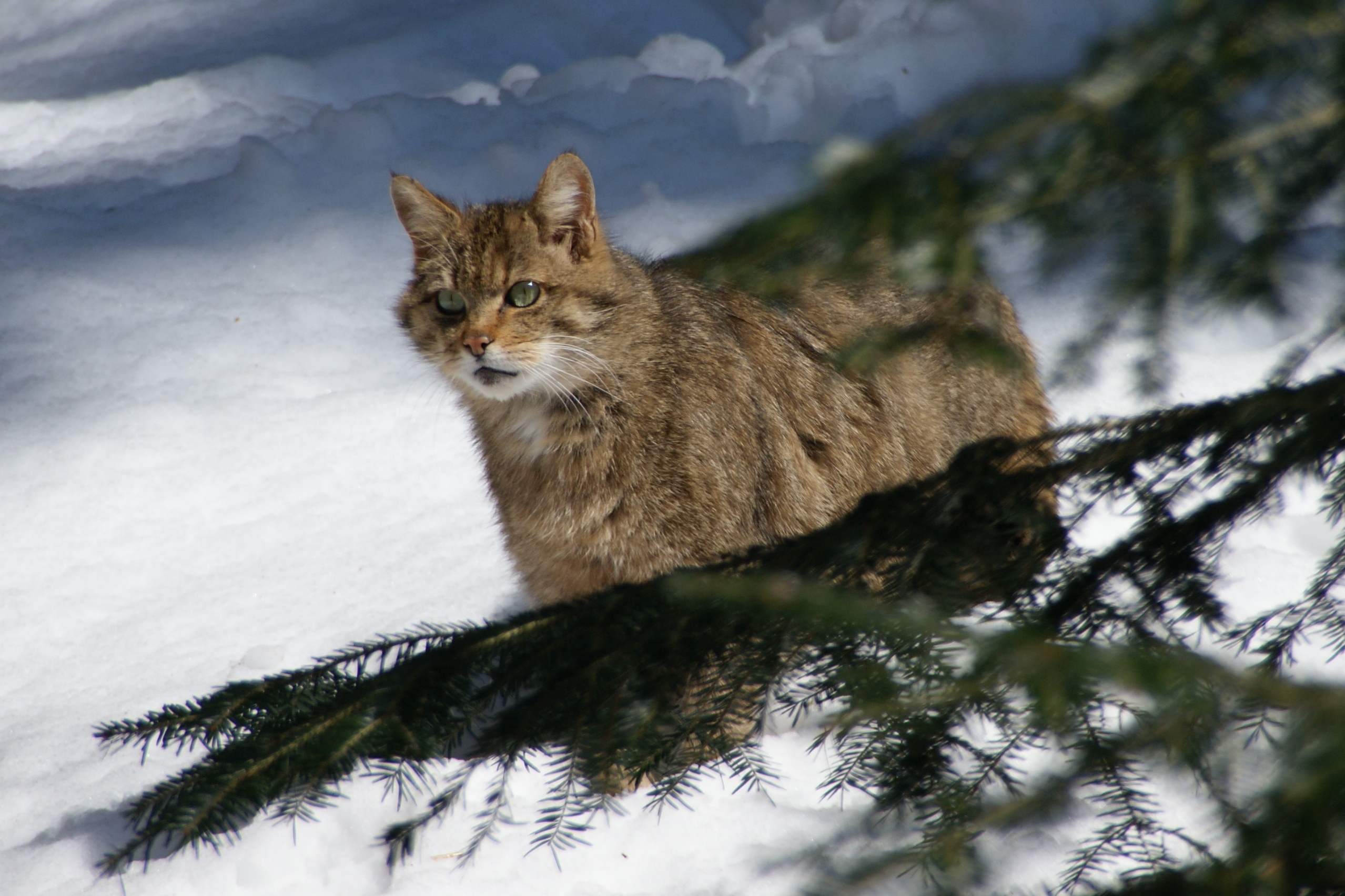
Wildkatze

Die größten Säugetiere im Bienwald sind Schwarz- und Rehwild; Rothirsche gibt es nicht mehr. Als Beutegreifer außer dem weit verbreiteten Fuchs und dem selteneren Baummarder sind in den letzten Jahrzehnten auch wieder Europäische Wildkatzen heimisch geworden. Ihr Bestand von 45 bis 60 Tieren ist das einzige bekannte Tieflandvorkommen in Europa.
120 Vogelarten brüten im Bienwald, 143 Arten wurden beobachtet. Auf den Wiesenflächen insbesondere am Nordwestrand, im Viehstrich, ist dank der Bemühungen der Aktion Pfalzstorch die Wiederansiedelung des Weißstorchs gelungen, von dem es in der Südpfalz mittlerweile wieder eine starke Population gibt.
Im Bienwald sind alle 16 in Rheinland-Pfalz vorkommenden Amphibien-Arten beheimatet, das sind 75 % aller in Deutschland heimischen Arten. Davon ist der Springfrosch als Charakterart für den Bienwald bekannt.
2200 Käferarten sind im Bienwald nachgewiesen, davon 190 Laufkäfer, was einem Drittel der in Deutschland vorkommenden Arten entspricht. 670 Arten von Totholzkäfern wurden festgestellt, mehr als in jedem anderen Wald in Europa. Außerordentlich artenreich sind auch die Libellen des Bienwalds; es wurden 46 Arten gefunden.
Im Gewässersystem des Bienwalds wurden 254 Arten bzw. Artengruppen von mit bloßem Auge erkennbaren Gewässerbodenlebewesen angetroffen, darunter in der Bruchbach-Otterbach-Niederung große Bestände der Bachmuschel. Der bundesweit stark gefährdete Frühjahrskiemenfuß, ein Urzeitkrebs, hat im Bienwald seine südliche Verbreitungsgrenze.

## Wirtschaft und Infrastruktur

### Besiedelung

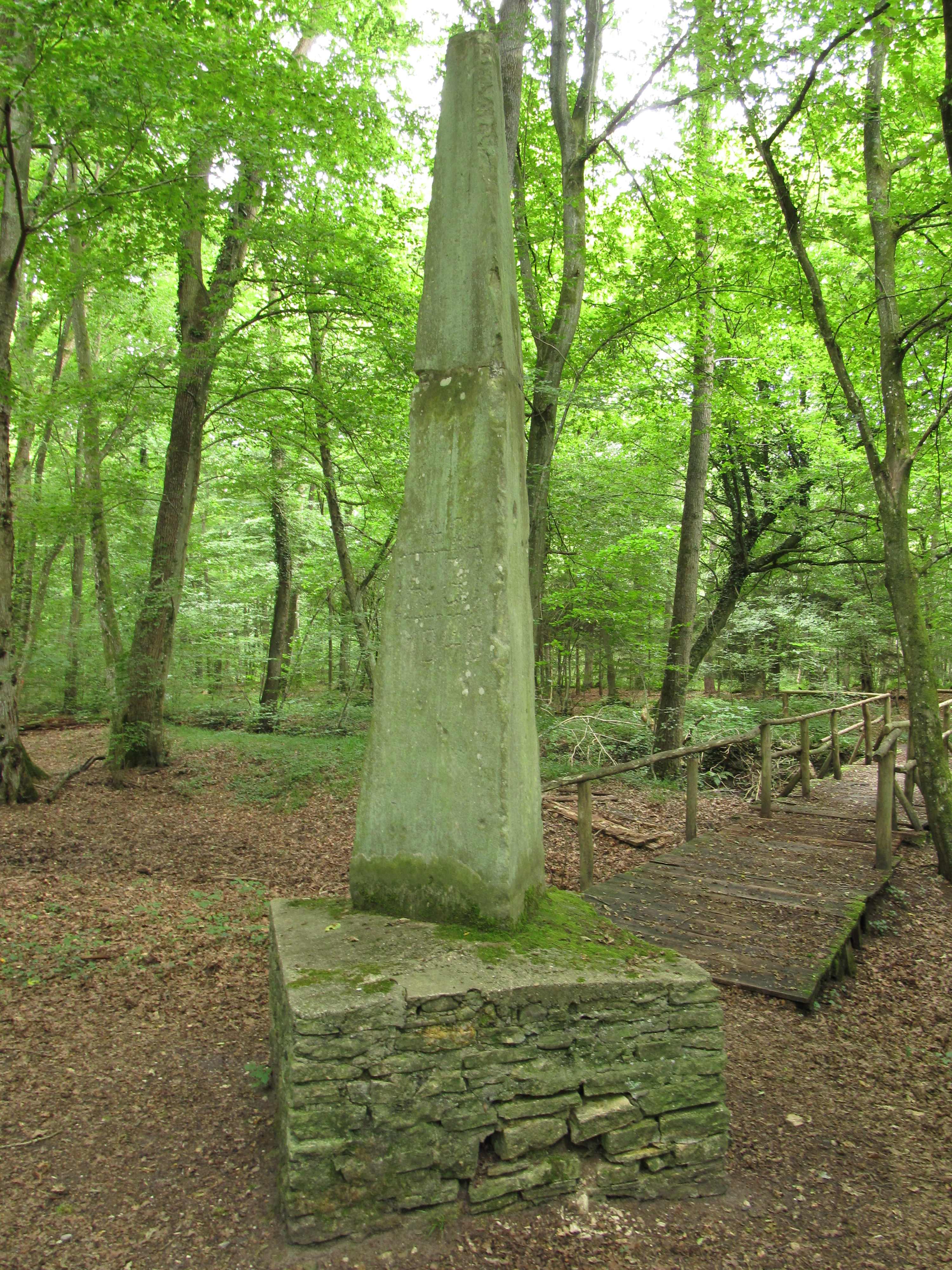
Der Ludwigsstein, der sogenannte Obelisk von Büchelberg

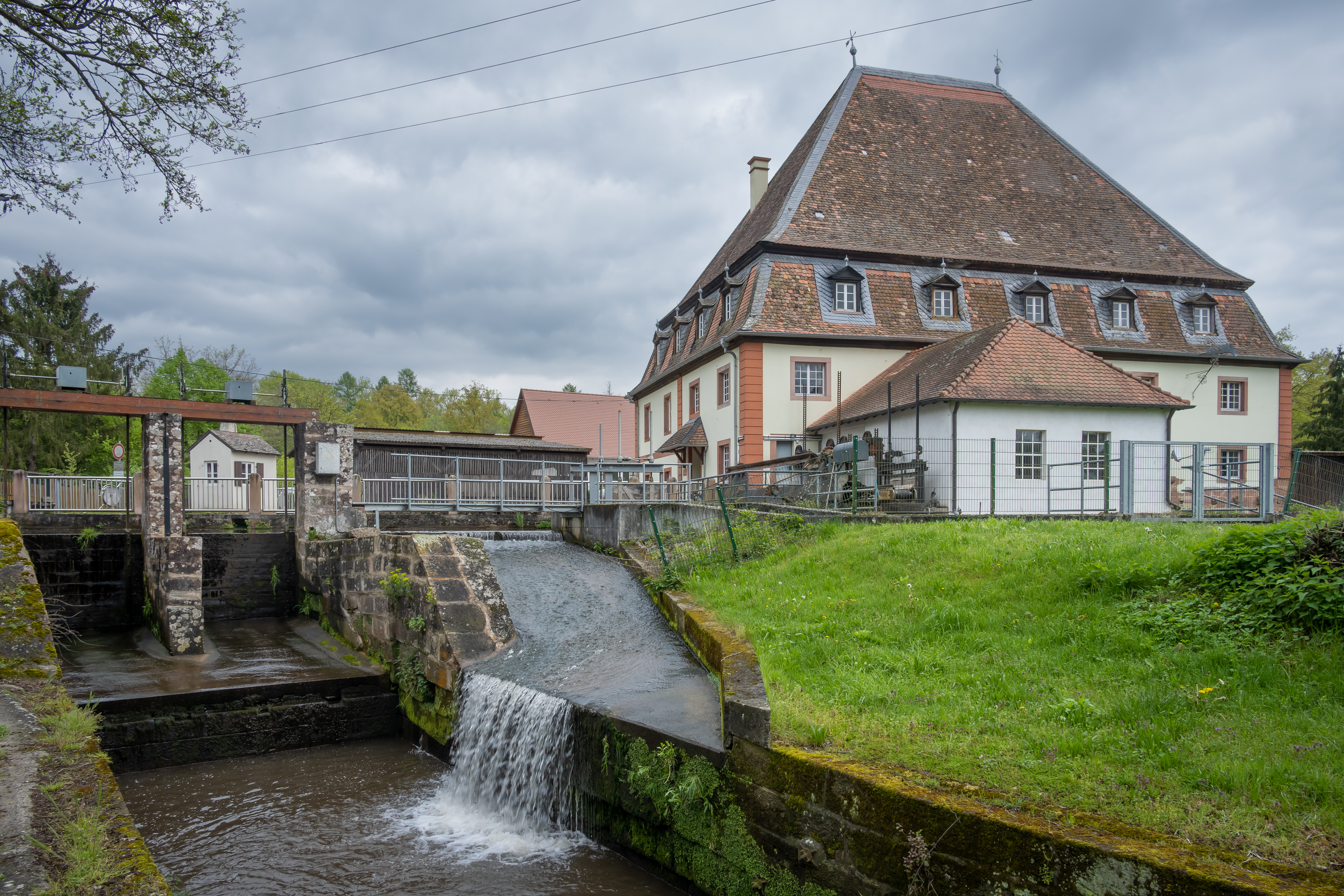
Die Bienwaldmühle

Erst um 1700 wurde das Dorf Büchelberg mitten im Bienwald auf einem Kalkhügel gegründet. Hier wurden auch Spuren römischer Besiedlung gefunden. Rund um Büchelberg sind die Böden jedoch überwiegend nährstoff- und ertragsarm. Seit den 1970er Jahren nahm die Landwirtschaft dort ab und brach liegende Flächen breiteten sich aus. In den 1990er Jahren begann die Umwandlung der bewirtschafteten Flächen in Lebensräume für bedrohte Tier- und Pflanzenarten: in einem sieben Hektar großen Schilfgebiet entstand ein Feuchtbiotop, Biotopenbetreuer pflegen die versteppten und verbuschten Areale, Mähwiesen und Streuobstwiesen werden erhalten, ein Garten mit historischen Apfelsorten wurde angelegt.
1979 wurde Büchelberg als Ortsbezirk in die Stadt Wörth eingemeindet.
Als Hauptort der Bienwaldregion und „Tor zum Bienwald“ bzw. „Bienwaldstadt“ wird in der Regel die Kleinstadt Kandel am Nordrand angesehen. Mit dem Hochseil-Klettergarten Fun Forest findet man dort auch die bedeutendste Touristenattraktion des Bienwalds. Im Jahr 2007 wurde in Kandel die Bienwaldruhe geschaffen, ein Friedhof zur Naturbestattung.
Neben den genannten Städten Wörth und Kandel liegen auch die Ortsgemeinden Hagenbach, Berg, Scheibenhardt, Steinfeld, Freckenfeld und Minfeld am Rande des Bienwalds.
Am Südrand des Bienwalds liegen das Forsthaus Salmbacher Passage (zur Stadt Wörth), der Wohnplatz Bienwaldmühle (zu Scheibenhardt) und die Bienwaldziegelhütte (zu Steinfeld).

### Verkehr
Durch den Bienwald führen mit zwei Ausnahmen nur untergeordnete Straßen. Den Nordostzipfel durchquert auf 4 km die Autobahn 65 (Landau–Karlsruhe). Der Streckenabschnitt der Bundesstraße 9 zwischen der Grenze bei Lauterbourg (deutsch Lauterburg) im Süden und Kandel im Norden ist gemäß Beschluss des Bundesrats bereits seit Januar 2007 mit Lkw-Maut belegt.
Umstritten ist der geplante Autobahn-Lückenschluss zwischen der französischen A 35 bei Lauterbourg und der deutschen A 65 bei Kandel oder Wörth. Eine solche vierspurige Trasse würde das Waldgebiet auf etwa 12 km erheblich nachhaltiger zerschneiden als derzeit die zweispurige B 9; zudem würde sie eine linksrheinische Ausweichroute für die stark frequentierte rechtsrheinische A 5 (Frankfurt–Basel) eröffnen und könnte das Verkehrsaufkommen durch den Bienwald beträchtlich erhöhen.
Fast schnurgerade und ohne Haltepunkt durchquert die Bahnstrecke Winden–Karlsruhe den Bienwald. An seinem östlichen Rand verläuft die auch „Bienwaldbahn“ genannte Bahnstrecke Wörth–Lauterbourg, im westlichen Randbereich die Bahnstrecke Neustadt–Wissembourg.

### Bewirtschaftung und Naturschutz
Verwaltet und bewirtschaftet wird der Bienwald durch das Forstamt Bienwald mit Dienststelle in Kandel. Der Holzvorrat des Bienwalds beläuft sich auf etwa 2,5 Millionen m³ insgesamt, von denen 210 m³ auf jedes Hektar entfallen. Der gesamte jährliche Zuwachs beträgt etwa 72.000 m³ entsprechend 6 m³ pro Hektar, beim jährlichen Holzeinschlag werden etwa 40.000 m³ entsprechend 4,5 m³ pro Hektar entnommen.
2004 bewilligte die Bundesregierung das Naturschutzgroßprojekt Bienwald zur Errichtung und Sicherung schutzwürdiger Teile von Natur und Landschaft mit gesamtstaatlich repräsentativer Bedeutung.